# Reserva Natural de Teesu
A Reserva Natural de Teesu é uma reserva natural localizada no Condado de Saare, na Estónia.
A área da reserva natural é de 153 hectares.
A área protegida foi fundada em 2007 para proteger tipos valiosos de habitat e espécies ameaçadas na vila de Kallaste e em Kehila (ambas em Kihelkonna).